# Fenantridine
Fenantridine is een polycyclische heteroaromatische verbinding, met als brutoformule C13H9N. De stof werd in 1891 ontdekt door Amé Pictet en H.J. Ankersmit bij de pyrolyse van het condensatieproduct van benzaldehyde en aniline.

## Structuur
De verbinding bestaat uit drie aromatische ringen waarvan de middelste één stikstofatoom bevat. De structuur komt overeen met die van fenantreen, maar fenantreen heeft geen stikstofatoom. Fenantridine is een isomeer van acridine.

## Synthese
Fenantridine kan bereid worden door de Pictet-Hubert-reactie, waarbij een adduct van 2-aminobifenyl en formaldehyde bij hoge temperatuur reageert met zinkchloride:
De reactieomstandigheden werden in 1931 door Gilbert Morgan en Leslie Percy Walls verbeterd, door zinkchloride te vervangen door fosforylchloride en nitrobenzeen als oplosmiddel te gebruiken.

## Voorkomen en toepassingen
Fenantridine komt, samen met andere basen als acridine, pyridine en chinoline en alkylderivaten daarvan, voor in steenkoolteer.
Ethidiumbromide en propidiumjodide zijn van fenantridine afgeleide, fluorescerende kleurstoffen die aan DNA binden. Ze worden gebruikt in microbiologisch en genetisch onderzoek.
Overige derivaten van fenantridine, waaronder sometamidium, homidium, pyrithidium en quinapyramine, worden toegepast als geneesmiddel ter behandeling van trypanosomiasis.